# Ciampino Aniene AnniNuovi Calcio a 5 2021-2022
La voce raccoglie i dati riguardanti il Ciampino Aniene AnniNuovi Calcio a 5, squadra di calcio a 5 militante in serie A, nelle competizioni ufficiali del 2021-2022.

## Trasferimenti

### Sessione estiva
| Portuga                  | Real San Giuseppe |
| Wilde Gomes da Silva     | C.M.B.            |
| Isi Garrido              | C.M.B.            |
| Mirco Casassa            | Svarog            |
| João Salla               | Svarog            |
| Guti                     | Svarog            |
| Divanei Alexandre Menino | Portimonense      |
| Dario Giannattasio       | Tenax             |
| Gianluca Ferretti        | Real Ciampino     |
| Samuel Buricca           | Italpol Roma      |
| Giovanni Bertolini       | Cioli AV          |

| Matteo Biscossi       | Lazio (fine prestito) |
| Riccardo Pezzin       | Lazio (fine prestito) |
| Fabio Tondi           | Olimpus Roma          |
| Angelo Schininà       | Olimpus Roma          |
| Cabeça                | L84                   |
| Daniel Taloni         | Italpol Roma          |
| Gerardo Battistoni    | Mantova               |
| Gonzalo Abdala        | Kimberley             |
| Francisco Taliercio   | Meta Catania          |
| Anás El Ayyane        | Ribera Navarra        |
| Fabrizio Luis Mariano | Montesicuro Tre Colli |
| Lorenzo Kullani       | Benevento             |
| Javi Roni             | ElPozo Murcia         |

### Sessione invernale
| Arrivi | Arrivi | Arrivi | Arrivi |
| Nome   | da     |        |        |
| ------ | ------ | ------ | ------ |

| Andrea Ganzetti | Hellas Verona |

## Prima squadra
| N° | Naz.                 | Ruolo | Sportivo                 | Anno       |  |  |
| -- | -------------------- | ----- | ------------------------ | ---------- |  |  |
| 1  | Italia (bandiera)    | POR   | Andrea De Filippis       | 18.05.1980 |  |  |
| 2  | Spagna (bandiera)    | DIF   | Isi Garrido              | 20.12.1983 |  |  |
| 4  | Italia (bandiera)    | LAT   | Giovanni Bertolini       | 22.05.1998 |  |  |
| 7  | Polonia (bandiera)   | PIV   | Michal Raubo             | 19.05.1998 |  |  |
| 8  | Brasile (bandiera)   | LAT   | Divanei Alexandre Menino | 10.06.1984 |  |  |
| 9  | Italia (bandiera)    | PIV   | Andrea Ganzetti          | 21.05.1992 |  |  |
| 10 | Brasile (bandiera)   | UNI   | Gabriel Pina             | 23.02.1993 |  |  |
| 12 | Brasile (bandiera)   | LAT   | Guti                     | 17.02.1992 |  |  |
| 13 | Brasile (bandiera)   | PIV   | Wilde Gomes da Silva     | 14.04.1981 |  |  |
| 14 | Argentina (bandiera) | LAT   | Lucas Exequiel Diaz      | 25.02.1997 |  |  |
| 16 | Italia (bandiera)    | POR   | Samuel Buricca           | 10.10.2001 |  |  |
| 17 | Italia (bandiera)    | POR   | Mirco Casassa            | 09.10.1992 |  |  |
| 18 | Italia (bandiera)    | DIF   | Stefano Pilloni          | 22.01.1984 |  |  |
| 20 | Brasile (bandiera)   | DIF   | João Salla               | 31.05.1996 |  |  |
| 23 | Italia (bandiera)    | LAT   | Gianluca Ferretti        | 29.10.2001 |  |  |
| 89 | Brasile (bandiera)   | LAT   | Portuga                  | 07.03.1989 |  |  |

## Under-19
| N° | Naz.              | Ruolo | Sportivo         | Anno       |  |  |
| -- | ----------------- | ----- | ---------------- | ---------- |  |  |
| 22 | Italia (bandiera) | POR   | Manuel Mazza     | 14.10.2004 |  |  |
| 23 | Italia (bandiera) | DIF   | Lorenzo Garofalo | 27.01.2003 |  |  |
| 23 | Italia (bandiera) | DIF   | Tiziano Pizzi    | 07.04.2007 |  |  |
| 24 | Italia (bandiera) | PIV   | Alessio Cedrone  | 06.11.2003 |  |  |
| 24 | Italia (bandiera) | LAT   | Daniele Fanelli  | 31.01.2005 |  |  |

## Risultati

### Serie A
|  | Pos. | Squadra  | Pt | G  | V  | N | P  | GF  | GS  | DR  |
|  | ---- | -------- | -- | -- | -- | - | -- | --- | --- | --- |
|  | 8.   | Ciampino | 44 | 30 | 12 | 8 | 10 | 112 | 102 | +10 |

### Play-off
Quarto di finale
Andata
| Arbitri: | Fabiano Maragno (Bologna) Elena Lunardi (Padova) Marco Moro (Latina) |
| Crono:   | Alessandra Carradori (Roma 1)                                        |

|              |           |                                                                                                |
| Pina 39'10'’ | Marcatori | 3'30'’, 19'20'’ Borruto 10'36'’ De Luca 16'36'’ Tonidandel 33'19'’ Honorio 38'08'’ De Oliveira |

Ritorno
| Arbitri: | Alessandra Carradori (Roma 1) Walter Suelotto (Bassano del Grappa) Andrea Colombo (Modena) |
| Crono:   | Davide Plutino (Reggio Emilia)                                                             |

|                                                                       |           |                                     |
| Ja. Salas 1'27'’ Taborda 8'53'’, 19'37'’ Bolo 18'39'’ Borruto 27'54'’ | Marcatori | 5'50'’ Raubo 27'28'’, 33'50'’ Salla |

### Coppa Italia
Quarto di finale
| Arbitri: | Nicola Acquafredda (Molfetta) Fabio Rocco De Pasquale (Marsala) Elena Lunardi (Padova) |
| Crono:   | Luca Petrillo (Catanzaro)                                                              |

|                                                                       |           |  |
| Ja. Salas 4'17'’ Honorio 7'28'’ Cuzzolino 16'12'’ De Oliveira 19'20'’ | Marcatori |  |